# القداري (يريم)

تعديل مصدري - تعديل

القداري هي إحدى قرى عزلة خودان بمديرية يريم التابعة لمحافظة إب، بلغ تعداد سكانها 826 نسمة حسب تعداد اليمن لعام 2004.